# دیمیتری بخترف
دیمیتری بخترف (روسی: Дмитрий Николаевич Бехтерев؛ زادهٔ ۴ نوامبر ۱۹۴۹) قایقران روئینگ اهل روسیه است.